# Owoskop
Owoskop (ooskop) (łac. ovum „jajo” + gr. skopeín „patrzeć”) – przyrząd służący do prześwietlania ptasich jak i innych jaj, aby sprawdzić ich świeżość lub rozwój zarodka.